# Cratere Fernandez
Fernandez  è un cratere sulla superficie di Venere. Deve il suo nome all'attrice teatrale spagnola María Antonia Fernández.